# Cerocala illustrasoides
Cerocala illustrasoides är en fjärilsart som beskrevs av Embrik Strand 1917. Cerocala illustrasoides ingår i släktet Cerocala och familjen nattflyn. Inga underarter finns listade i Catalogue of Life.